# The Thrilla in Manila
La Thrilla in Manila (Suspenso en Manila en español) fue la tercera y última pelea entre los boxeadores Muhammad Ali y Joe Frazier por el Campeonato Mundial de los Pesos Pesados. Se celebró en el Coliseo Araneta en Ciudad Quezón, Metro Manila, Filipinas, el 1 de octubre de 1975, a las 10:45 de la mañana.
La lucha es comúnmente considerada una de las más grandes peleas de boxeo del siglo XX, y representó el clímax de la intensa rivalidad entre Ali y Frazier sobre quién era el legítimo Campeón Mundial de los Pesos Completos. La pelea es famosa por su increíble intensidad, con ambos hombres intercambiando golpes durante 14 rounds a más de 40 grados de temperatura.
A pesar de que Ali era ya bien conocido por insultar y fastidiar a sus oponentes semanas antes de las peleas, en este caso los insultos fueron particularmente graves y controvertidos, lo que permitió llevar la ya intensa rivalidad entre ambos contendientes hacia un nuevo nivel. De hecho, tanto Ali como Frazier llegaban al combate en el punto cumbre de sus respectivas carreras en el boxeo, por lo cual el encuentro era visto como una auténtica oportunidad de dirimir definitivamente al campeón de campeones.

## Antecedentes
La rivalidad entre Ali y Frazier, los considerados mejores boxeadores del mundo a inicios de la década de 1970, no se había dirimido en un cuadrilátero hasta 1971, siendo que la prensa mundial destacaba sus dispares situaciones personales, sobre todo luego que Ali perdiera el título mundial en 1967 debido a que se negó a cumplir servicio militar en Estados Unidos durante la Guerra de Vietnam. Algunos años después, Frazier le pidió personalmente al presidente Richard Nixon que le permitiera a Ali volver a boxear, lo que permitió que se realizara la llamada "Fight of the Century" (La Pelea del Siglo) entre los dos por el Campeonato Mundial en 1971, donde Frazier fue vencedor, aunque Ali logró vencerlo en 1974 sin el título mundial en juego.
La ciudad de El Cairo aparentemente había sido originalmente considerada para celebrar la pelea, pues en agosto de 1975 la revista Ring había publicado un ficticio póster de Ali-Frazier III, en la cual se nombraba al Estadio Nasser como sede del combate, pero se recibió una propuesta de Filipinas cuyo gobierno estaba dispuesto a auspiciar el combate.
El Presidente de Filipinas Ferdinand Marcos se ofreció a celebrar la pelea en Metro Manila y patrocinarla en un intento de alejar la atención de la difícil situación política filipina en esos momentos, con ley marcial impuesta por Marcos contra sus opositores. El promotor boxístico Don King, halagado por la oferta, aceptó realizar la pelea en el "Coliseo Araneta" en Ciudad Quezón. Producida por King y transmitida para Estados Unidos por televisión, la Thrilla in Manila tuvo un gigantesco seguimiento mediático nunca antes visto en una pelea de boxeo.
Los campamentos de entrenamiento de ambos luchadores fueron bastante distintos. En el campamento de Ali, la situación se estaba tomando de un modo bastante jovial, con mucha ligereza, según el médico personal de Ali, Freddie Pacheco, Ali y sus entrenadores creían que Frazier todavía estaba malherido de la soberana paliza que le propinó George Foreman en Kingston, Jamaica en 1973, además la relativa facilidad con la que Ali derrotó a Frazier en su segundo combate en 1974 parecía confirmar este hecho. La idea general era que Ali le estaba haciendo un favor a Frazier, dándole un último día de gloria antes de mandarlo al retiro; como resultado Ali hizo poco entrenamiento, concentrándose en el sonado affaire que estaba teniendo con la modelo Veronica Porsche, en lo que fue llamado burlonamente como "El Circo de Ali" (The Ali Circus). Después, cuando la esposa de Ali, Belinda Ali, descubrió por la prensa no sólo el romance de su esposo con Porsche, sino que él también presentaba a Porsche en público como su esposa, Belinda viajó a Filipinas, causándole a Ali otra distracción.
Frazier, mientras tanto, estaba entrenando duramente. Frazier nunca le perdonó a Ali el hecho de que se burlara abiertamente de él antes de la primera pelea entre ambos, a pesar de que Frazier abogó públicamente en favor que Ali vuelva a pelear, haciendo mofa Ali del temperamento taciturno de Frazier. Sumado a esto, durante la preparación de la lucha, Ali empezó a llamar a Frazier "gorila" principalmente porque en idioma inglés la palabra también rimaba con "Manila".
Frazier sentía que Ali lo había traicionado, principalmente porque había apoyado a Ali (presentándose en tribunales, defendiéndolo ante la prensa, etc.) durante los tres años y medio que Ali estuvo exiliado del boxeo debido a que se negó a servir en las Fuerzas armadas de los Estados Unidos; Frazier incluso apoyó a Ali reclamando para que le fuera devuelta su licencia para boxear. El sencillo pero inteligente e introvertido Frazier también se sentía celoso del éxito de Ali, pues en este punto la personalidad de Ali se había convertido en un fenómeno sociocultural que trascendía el boxeo debido a la espectacular conversión de Ali al islamismo y sus francas opiniones públicas en favor de los derechos civiles de los afroestadounidenses, lo que llevó a que la aversión de Frazier hacia Ali se incrementara, y motivó a Frazier para entrenar intensamente y tratar de derrotarlo.
Ali trató de promocionar la pelea insultando y fastidiando a Frazier en cada oportunidad que se presentaba, más famosamente creando una figura de acción llamada "Joe Kong" o golpeando a un hombre disfrazado de gorila durante las conferencias de prensa mientras exclamaba "It's gonna be a thrilla, and a chilla, and a killa, when I get the Gorilla in Manila." El combate quedó programado para las 10.45 horas del 1 de octubre, para coincidir con los horarios internacionales de audiencia de televisión, especialmente en EE. UU., así el combate empezaría a las 21.45 horas del 30 de septiembre en Nueva York, 20.45 horas en Chicago, y las 18.45 horas en Los Ángeles.

## La pelea
A las 10.45 horas del 1 de octubre sonó la campana del primer round. Ali anteriormente le había dicho a sus entrenadores que iba a darle a Frazier "una pateadura de trasero", y salió tratando de hacer eso mismo; Frazier era conocido por empezar lento sus peleas y Ali trató de usar eso a su beneficio. Ali ganó los primeros asaltos, lanzando furiosas combinaciones y "danzando" alrededor de Frazier. Ali lastimó a Frazier unas cuantas veces, al grado de que Frazier debió retroceder durante los primeros asaltos, pero a pesar de las constantes embestidas de Ali, Frazier siguió avanzando, tratando de lastimar el cuerpo de Ali a corta distancia, a pesar de recibir cada vez más castigo. Ali, que deseaba una pelea corta, empezó a frustarse por el hecho de que Frazier se negaba a caer y seguía yendo hacia delante; fue entonces que comenzó a gritarle "Tú, estúpido tonto, tú" a Frazier en el 4° round.
Para el cuarto asalto a Ali se le estaban agotando las energías y Frazier empezó a lanzar su ofensiva, lastimando el cuerpo y la cabeza de Ali con sus característicos ganchos. Para el sexto asalto, Frazier se había recuperado y parecía empezar a tomar control del combate; a mediados del séptimo round Ali empezó a fastidiar a Frazier con frases como "Joe, me dijeron que estás agotado" con Frazier respondiendo "Te dijeron mal, chico lindo".
Frazier siguió dominando los asaltos del medio, con Ali tratando de recuperarse con furiosas combinaciones, fastidiando a Frazier, e incluso trató de usar la técnica Rope-a-dope, con la que había derrotado a George Foreman un año antes; pero todas fueron negadas por el feroz y poderoso ataque de Frazier. El entrenador de Frazier, Eddie Futch, sabía que su estilo, que empleaba una gran variedad de ganchos de izquierda, era en muchas formas, perfecto para contrarrestar el de Ali. En este punto, parecía que entre el terrible calor dentro de la arena (49 grados Celsius), el asalto sin piedad de Frazier, y su propio entrenamiento mal realizado, Ali estaba destinado a la derrota.
Finalmente, en el décimo asalto, Frazier empezó a cansarse y a bajar el ritmo, y Ali lentamente empezó a contratacar, usando su velocidad para lanzar una serie de feroces combinaciones en Frazier, logrando herirlo severamente, y cerrándole el ojo al grado de prácticamente no podía ver. Durante los rounds 11° y 12° Ali siguió castigando más y más a Frazier, usando el hecho de que Frazier no podía ver con su ojo izquierdo por lo que no podía ver la mano derecha del rival, utilizando así esta mano para lastimarlo constantemente.
En el que es posiblemente el momento más espectacular del combate, cuando llevaba un minuto el 13° round, Ali descargó un poderosísimo gancho de derecha en Frazier que mandó su
protector bucal volando hacia las gradas. Durante los siguientes dos minutos, debido a que el protector bucal no podía ser remplazado hasta el final del round, Ali descargó una larga y brutal combinación de golpes en la mandíbula de Frazier, quien ya cansado no podía defenderse bien, y las pocas veces que Frazier fue al contraataque Ali usó su mano derecha para seguir atacando a Frazier. Al final de este asalto, la mandíbula de Frazier quedó seriamente dañada.
En el 14° asalto Frazier estaba prácticamente ciego y sin energías, mientras trataba de enfrentarse a los poderosos golpes de Ali (cuando Ali logró cerrar el ojo derecho de Frazier, éste estaba efectivamene luchando ciego los últimos asaltos de la pelea). A mitad del decimocuarto asalto, Frazier estaba virtualmente moribundo, y a pesar de que Ali estaba también muy cansado y maltrecho, logró sacar la energía suficiente para darle a Frazier una feroz paliza. Así, Frazier quedó desecho y casi noqueado cuando sonó la campana.
Viendo los resultados del round 14°, Eddie Futch detuvo la pelea entre asaltos para evitar que su pupilo sufriera un destino similar o peor al del asalto recién terminado. Frazier protestó diciendo "Lo quiero, Jefe" y tratando de que Futch cambiara de parecer, pero Futch simplemente respondió "Todo terminó, nadie olvidará lo que hiciste aquí hoy", y le indicó al árbitro Carlos Padilla el fin de la contienda. Lo que la esquina de Frazier no sabía era que el propio Ali, al final del 14° asalto, le había pedido a su entrenador Angelo Dundee que le cortara los guantes debido al insoportable dolor en sus puños. Ali después dijo "Frazier se retiró justo antes que yo, no creía que yo pudiera pelear más". 
El biógrafo de Ali, Thomas Hauser, confirma esta historia, diciendo que Ali le pidió a su entrenador, Angelo Dundee, que cortara los guantes para aliviar la presión en sus puños, pues la golpiza a Frazier también le había dejado casi sin energías. La sorpresa de Ali y Dundee es bastante visible en el video de la pelea al ver que Eddie Futch informaba que Frazier se retiraba del combate.
Ali diría en una entrevista posterior a la pelea que "fue lo más cercano que ha estado jamás de morir", agregando también sobre Joe Frazier "Joe Frazier, lo diré al mundo ahora mismo, sacaste lo mejor de mi, eres un hombre increíble, que Dios te bendiga", mientras que en una entrevista después de la pelea diría sobre Joe Frazier "He is the greatest fighter of all times, next to me" ("Es el mejor boxeador de todos los tiempos, después de mi").

## Secuela
La pelea es ampliamente considerada una de las mejores y más brutales contiendas en la historia del boxeo, cementando la reputación de Ali como uno de los mejores púgiles de todos los tiempos y su rivalidad con Frazier como una de las más memorables de dicho deporte, aunque en espectacularidad quedó eclipsada ante otros duelos de la época (como los de Sugar Ray Leonard vs. Wilfredo Benítez; Carlos Monzón vs. Rodrigo Valdez I; Roberto "Mano de Piedra" Durán vs. Esteban de Jesús II, entre otros). 
De todos modos la pelea, pese a no ser un derroche de técnica, ganó un estatus mítico debido a la fama mundial de ambos contendientes, al hecho que se hallaban en la cumbre de sus respectivas carreras y por las recientes circunstancias de cada uno de ellos. La pelea fue elegida "Pelea del Año" por la revista Ring en 1975. ESPN lo nombró el quinto mayor evento deportivo del siglo XX.
Frazier nunca se recuperó de la derrota contra Ali, tanto emocional como físicamente. El combate le dejó graves secuelas físicas, como dificultad para hablar y deficiencias motoras; luchó una vez más en una revancha contra George Foreman en 1976, saliendo derrotado, retirándose a posteriori de manera temporal y volviendo en 1981 para retirarse definitivamente.
Ali continuó boxeando un tiempo más, defendiendo el título varias veces más hasta perderlo sorpresivamente ante Leon Spinks en 1978. Luego de recuperar el título ante Spinks y convertirse así en el primer y único triple campeón mundial de peso pesado, se retiró, volviendo en 1980 para enfrentarse a Larry Holmes, saliendo derrotado. Se enfrentó en una última lucha por el título mundial a Trevor Berbick, perdiendo el combate y retirándose definitivamente.